# Christian Victor von Schleswig-Holstein-Sonderburg-Augustenburg

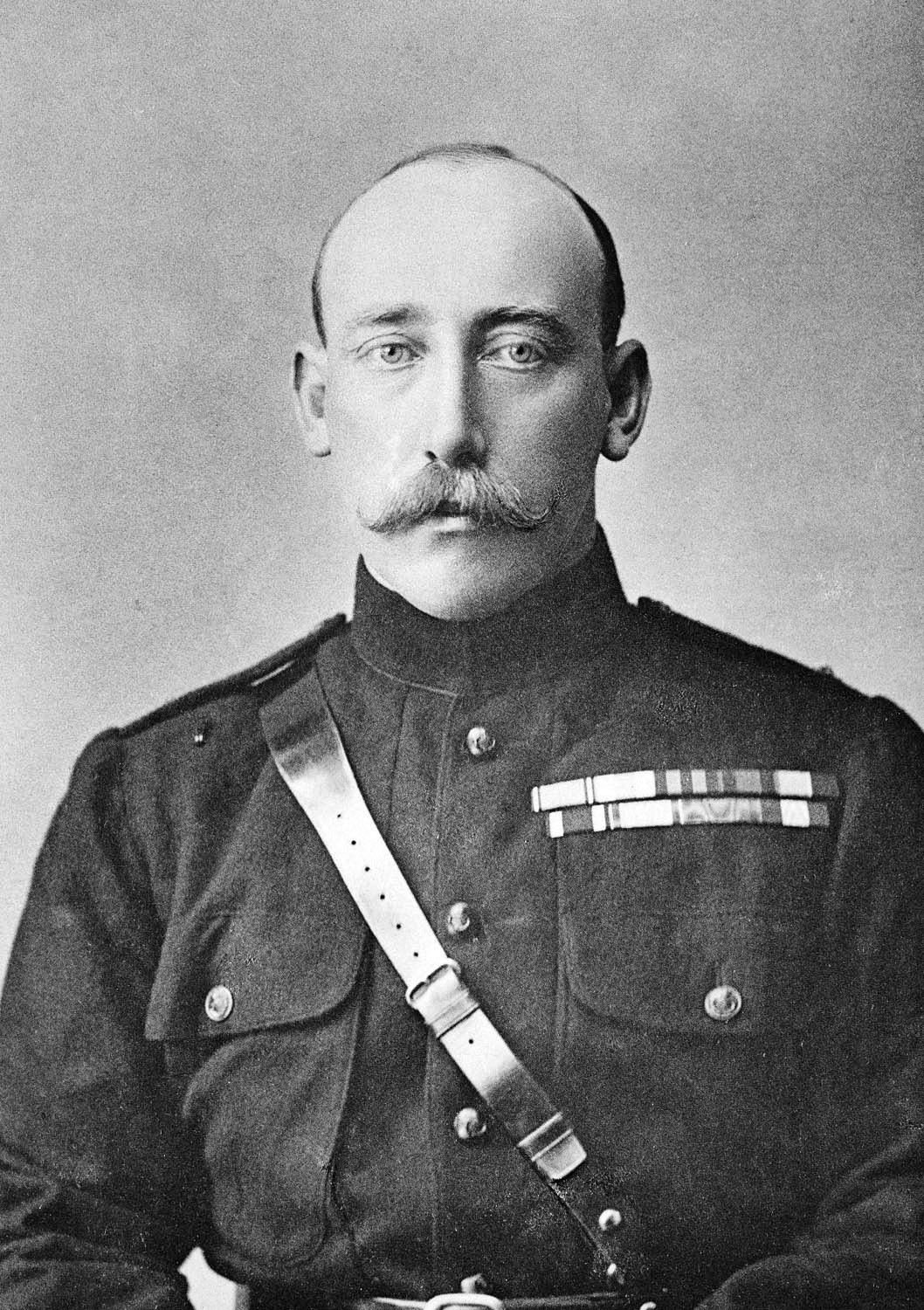
Christian Victor von Schleswig-Holstein, um 1900

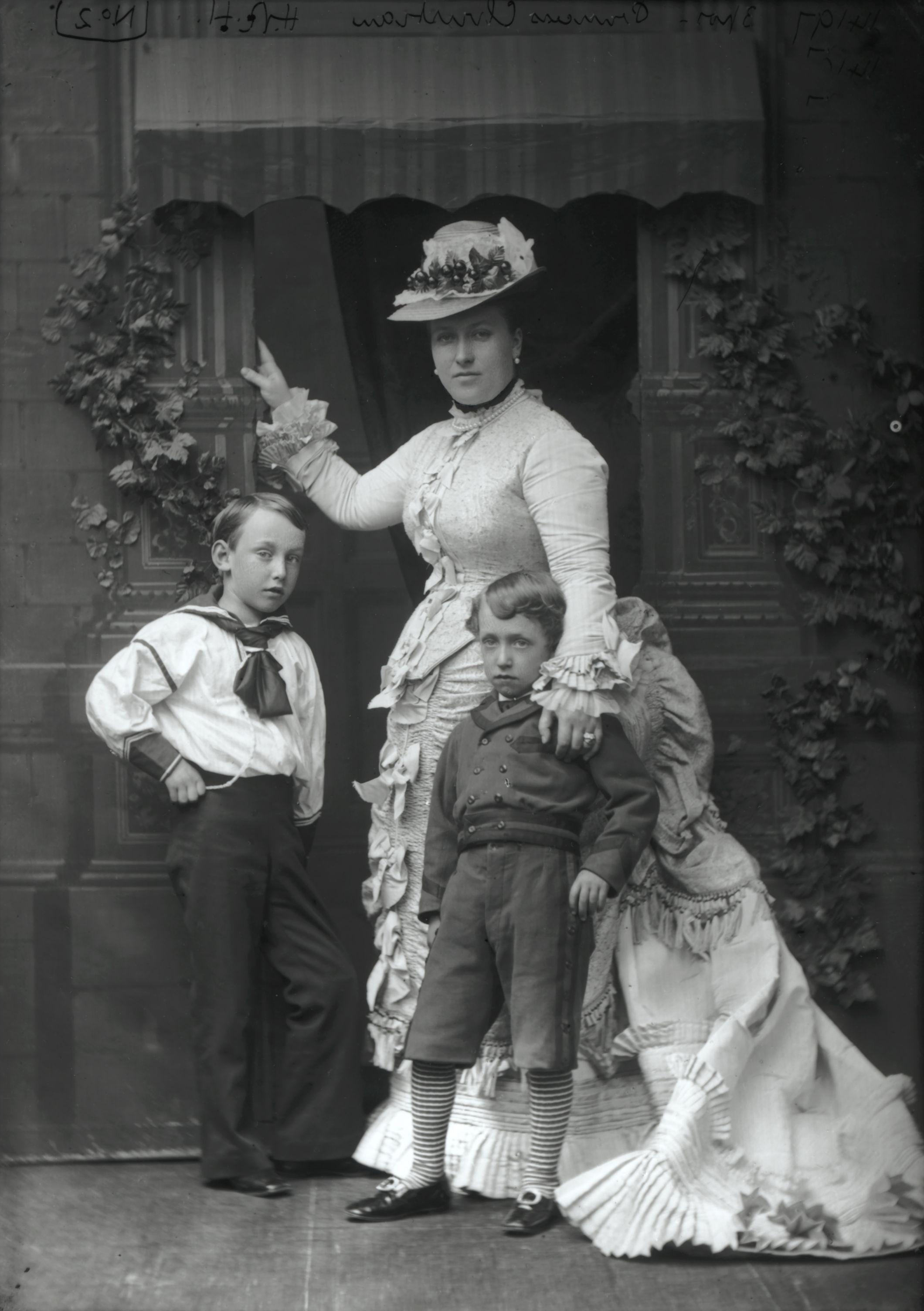
Christian Victor (links) mit seiner Mutter und Bruder Albert

Prinz Christian Victor Albert Ludwig Ernst Anton von Schleswig-Holstein-Sonderburg-Augustenburg (* 14. April 1867 auf Schloss Windsor, Berkshire, England; † 29. Oktober 1900 in Pretoria, Südafrika) war ein Mitglied der britischen königlichen Familie und Offizier der British Army.

## Leben
Prinz Christian Victor war der älteste Sohn von Prinz Christian von Schleswig-Holstein-Sonderburg-Augustenburg (1831–1917) und dessen Ehefrau Prinzessin Helena von Großbritannien und Irland (1846–1923), dritte Tochter von Königin Victoria von Großbritannien und Irland und Prinzgemahl Albert von Sachsen-Coburg und Gotha. Er wurde in der Familie Christle gerufen.
Prinz Christian Victor besuchte das Wellington College, studierte am Magdalen College der Universität Oxford und absolvierte eine Kadettenausbildung an der Royal Military Academy Sandhurst. Er war das erste Mitglied der britischen Königsfamilie, das ein öffentliches College besuchte. Das Wellington College wurde von seinem Großvater, Prinz Albert von Sachsen-Coburg und Gotha, 1859 gegründet. Er war auch Kapitän der Cricketmannschaft, bestritt 1887 ein Spiel der First-Class; er ist das einzige Mitglied der königlichen Familie, das diesen Sport in dieser hohen Spielklasse ausübte.
Nach seiner Ausbildung in Sandhurst trat Prinz Christian Victor im August 1888 als Second Lieutenant des King’s Royal Rifle Corps in die British Army ein. Er war zunächst in Britisch-Indien, dann in Afrika stationiert. Er nahm 1895 an der Ashanti-Expedition nach Ghana teil. Er kämpfte unter Lord Kitchener bei der Niederschlagung des Mahdi-Aufstandes 1898 im Sudan, in der Schlacht von Omdurman. Ab 1900 diente er im Zweiten Burenkrieg unter Lord Roberts. Er erreichte den Rang eines Captain und Brevet-Majors des King’s Royal Rifle Corps. Noch im Verlauf des Zweiten Burenkrieg erkrankte er im Oktober 1900, während eines Aufenthaltes in Pretoria an Malaria und starb dort schließlich am 29. Oktober 1900 und wurde dort auch bestattet.
Er blieb unverheiratet und kinderlos.

## Titulatur
- 1867–1900: Seine Hoheit Christian Victor Prinz von Schleswig-Holstein-Sonderburg-Augustenburg (englisch His Highness The Prince Christian Victor of Schleswig-Holstein)

## Orden und Ehrenzeichen
- 1890: Extra Knight Grand Cross des Order of the Bath (GCB)[4]
- 1898: Knight Grand Cross des Royal Victorian Order (GCVO)[5][6]
- Companion des Distinguished Service Order (DSO)
- 1896: Knight of Justice des Order of St. John (KStJ)[7]
- 1891: Großkreuz des preußischen Roter Adlerordens mit Schwertern
- Großkreuz des Herzoglich-Sachsen-Ernestinischen Hausordens
- 1891: Großkreuz des Herzoglich-Anhaltischen Hausordens Albrechts des Bären
- 1890: Großkreuz des Großherzoglich-Hessischen Ludwigsordens
- 1899: Osmanischer Osmanié-Orden, 4. Klasse[8]